# Nalajh
Nalajh (in mongolo Налайх) è uno dei 9 dùùrėg (distretti) in cui è divisa Ulan Bator capitale della Mongolia. A sua volta è suddiviso in 6 horoo (sottodistretti). 
È una città in tutto e per tutto distinta dalla capitale, si trova 35 km a sud-est di Ulaanbaatar, ma dipende da essa dal punto di vista amministrativo, figurando come uno dei suoi distretti. 
Nalajh ha una miniera di carbone e riforniva un tempo la capitale, il carbone ora viene principalmente estratto a Baganuur.